# Sucesos de Jerez

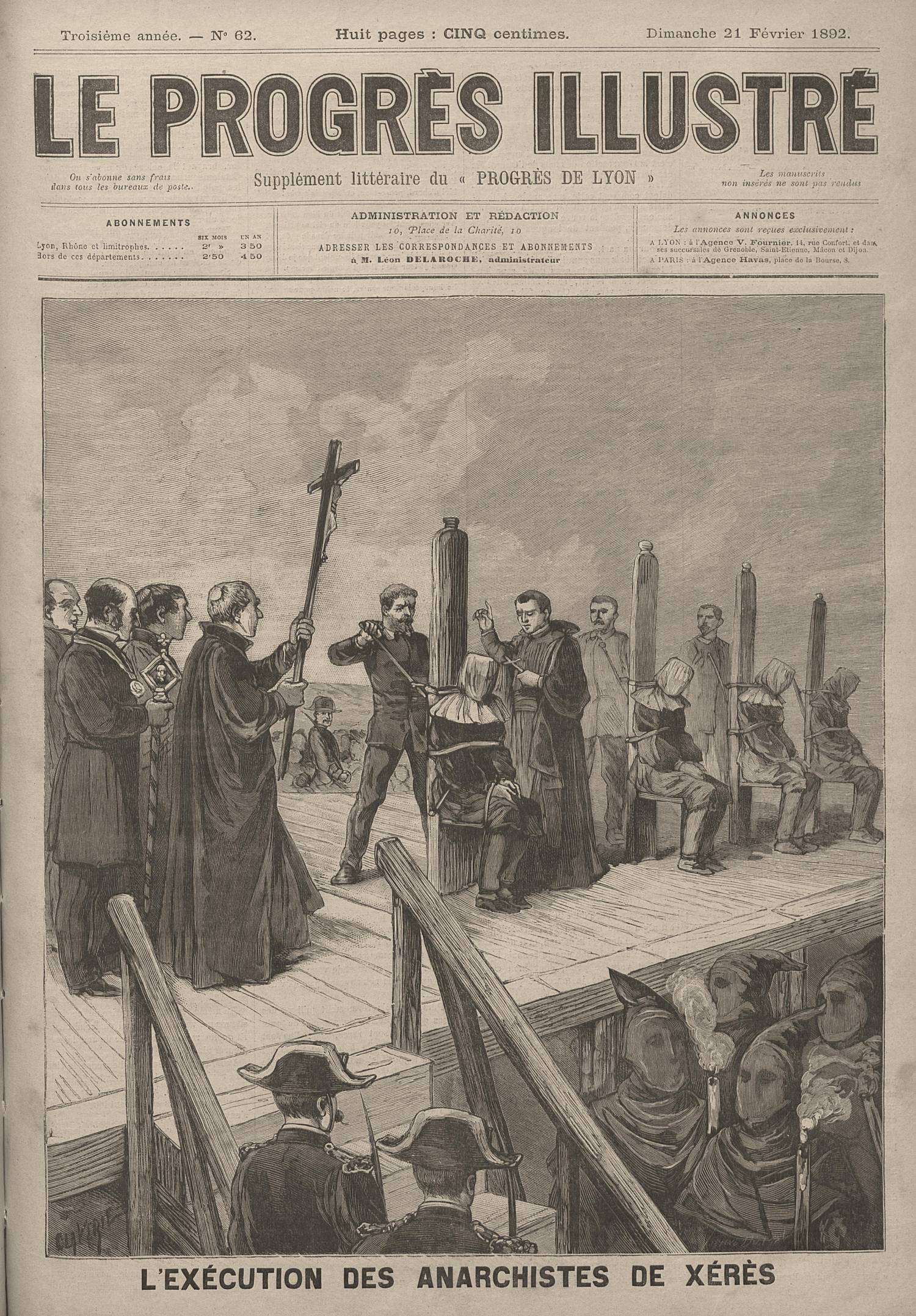
Ejecución de los condenados por la revuelta anarquista de Jerez de la Frontera de 1892. Ilustración del periódico francés Le Progrès Illustré.

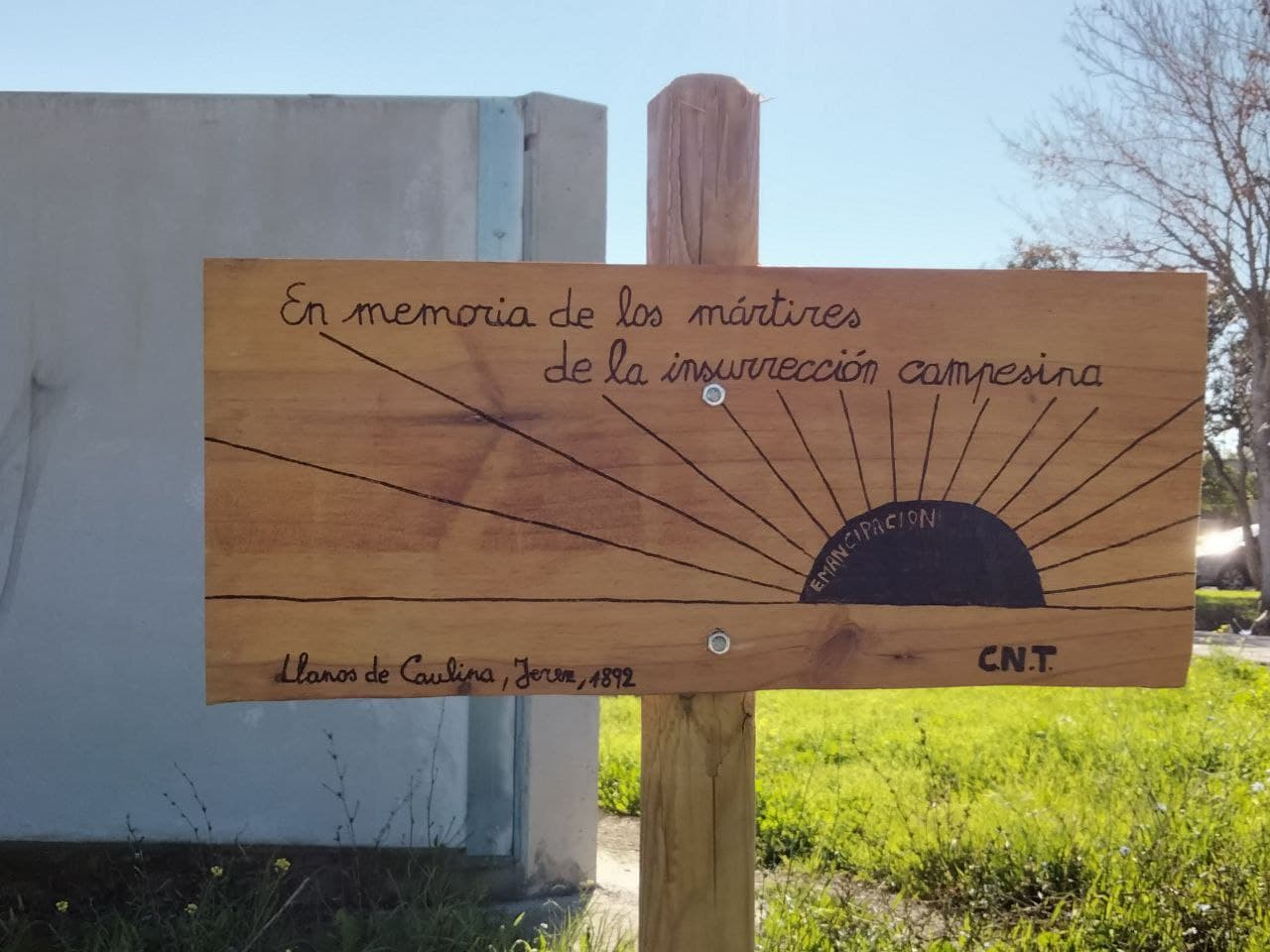
Placa en conmemoración del 130 aniversario de los sucesos, 8-1-2022, CNT Jerez de la Frontera

Los sucesos de Jerez tuvieron lugar en Jerez de la Frontera (provincia de Cádiz, España) en la noche del 8 al 9 de enero de 1892 cuando cientos de campesinos irrumpieron en la ciudad dando vivas a la anarquía y mueras a la burguesía, controlándola durante más de dos horas hasta que los sublevados huyeron cuando las tropas de la guarnición les hicieron frente. Dos personas fueron asesinadas por los rebeldes, y entre estos hubo un muerto. Los presuntos cabecillas de la revuelta fueron juzgados en un consejo de guerra que condenó a muerte a cuatro de ellos, siendo ejecutados el 10 de febrero. Para los anarquistas se convirtieron en los «mártires de Jerez» que fueron «vengados» mediante una oleada terrorista que tuvo su escenario principal en la ciudad de Barcelona. El día anterior de la ejecución se producía el atentado de la Plaza Real y un año y medio después el atentado contra el general Martínez Campos, justificados ambos como represalias por sus muertes.
Como han destacado Pedro Oliver Olmo y Luis Gargallo Vaamonde, los sucesos de Jerez «desencadenaron una agresiva respuesta del Estado, con detenciones masivas que acarrearon denuncias de tortura, cuatro campesinos ejecutados al mes de los hechos y un proceso más largo que concluiría con duras penas de prisión y una docena de cadenas perpetuas, además de la adopción de medidas legislativas extraordinarias para que la Guardia Civil pudiera abortar con contundencia el inicio o el desarrollo de las movilizaciones obreras». Por otro lado, como también han señalado estos historiadores, «los sucesos de Jerez generaron una campaña de solidaridad en el extranjero que por aquel entonces hubo de recibirse en España con un cierto aire de perplejidad».

## Antecedentes
Si las condiciones de trabajo de la clase obrera industrial a finales del siglo XIX eran duras —en 1900 la jornada media era de 10-11 horas con un salario medio entre 3 y 4 pesetas diarias en las fábricas y talleres, de 3'25 a 5 pesetas en las minas, y de 2'5 pesetas en la construcción—, muchos peor era la situación de los obreros agrícolas cuyos salarios estaban bastante por debajo del de los obreros industriales —hacia 1900 ganaban de 1 a 1'5 pesetas diarias—, además de que no trabajaban todo el año. La situación era especialmente escandalosa en el caso de los jornaleros de Andalucía y de Extremadura: «las ganancias conseguidas mediante trabajo a destajo de todos los miembros de la familia, de sol a sol, más de 16 horas diarias [en verano], en las temporadas de la siega de las mieses, el vareo de los olivos y la recogida de la aceituna; o de la vendimia, no sumaban lo bastante para asegurar ni siquiera una alimentación suficiente durante todo el año, cuando el trabajo era sólo esporádico».
En 1881 se fundó en Barcelona la anarcosindicalista Federación de Trabajadores de la Región Española (FTRE) que llegó a estar cerca de los 60.000 afiliados agrupados en 218 federaciones, en su mayoría jornaleros andaluces y obreros industriales catalanes. Sin embargo la FTRE se disolvió en 1888 al imponerse el sector del anarquismo que criticaba la existencia de una organización pública, legal y con una dimensión sindical y que, por el contrario, defendía la vía «insurreccionalista» y el «espontaneísmo» —ya que cualquier tipo de organización limitaba la autonomía individual y podía «distraer» a sus componentes del objetivo básico, la revolución, además de propiciar su «aburguesamiento»—. La tendencia «sindicalista» propugnaba en cambio el fortalecimiento de la organización para mediante huelgas y otras formas de lucha arrancar a los patronos mejoras de los salarios y de las condiciones de trabajo. Al triunfo de la tendencia «espontaneísta» e «insurreccionalista» contribuyó la brutal represión que desató el gobierno sobre los anarquistas andaluces a raíz de los asesinatos y robos atribuidos a la "Mano Negra" en 1883, una misteriosa y supuesta organización anarquista clandestina que no tenía nada que ver con la FTRE. Aunque el movimiento anarquista siguió presente a través de publicaciones e iniciativas educativas, con la disolución de la FTRE quedó abierto «el camino para el predominio de las acciones individuales de carácter terrorista, para la propaganda por el hecho que habría de proliferar en la década siguiente".

## La rebelión
En la noche del 8 al 9 de enero de 1892 cientos de campesinos irrumpieron en la ciudad de Jerez de la Frontera al grito de viva la anarquía y muera la burguesía. En seguida se hicieron dueños de las calles hasta que los soldados de la guarnición les hicieron frente y huyeron. Tres cuartas partes de los que participaron eran jornaleros de los cortijos cerealistas, mucho peor pagados que los trabajadores de las viñas, y siete de cada diez eran conocidos como anarquistas.
Durante el asalto los rebeldes asesinaron a dos personas: José Soto, de veinte años, dependiente de una empresa; y Manuel Castro, de dieciocho, escribiente y hermano de un concejal conservador. Los asesinos de Soto no fueron identificados, pero el asesinato de Castro fue obra de un grupo al grito de «a éste, que es un burgués», entre los que se encontraban Manuel Fernández Reina, alias Busiqui, un jornalero de 24 años analfabeto, que hirió a Castro con una hoz, Antonio Caro y Manuel Silva El Lebrijano. Según informó la prensa le atacaron porque llevaba guantes, un signo de era un «burgués». Entre los rebeldes hubo un muerto.
Uno de los objetivos de los sublevados fue la cárcel que cercaron «dando voces de viva la anarquía, viva la república y echarlos fuera, no tirar que nos han vendido y otras, arrojando a la vez piedras sobre la puerta principal», según relató al juez instructor el sargento al mando de la compañía que la custodiaba, quien dio orden de disparar, provocando su huida. También hubo conatos de ataques a los cuarteles de la ciudad.
Las autoridades fueron criticadas por su lentitud a la hora de actuar permitiendo que durante más de dos horas los rebeldes realizaran su «paseo triunfal» por las calles de Jerez, sobre todo cuando se supo que aquellas tenían conocimiento de lo que los anarquistas estaban preparando. Asimismo hubo quejas por la ineficacia de la investigación, pues la Guardia Civil y la Rural estaban recorriendo los cortijos y encarcelando a muchas personas pero sin que se lograra identificar a los organizadores de la rebelión ni a los autores de los dos asesinatos.

## La instrucción, el juicio y la condena
Como los amotinados habían atacado a la fuerza armada, su acción fue tipificada como delito de rebelión militar y pasó a la jurisdicción militar. Así, aunque las primeras diligencias las dirigió un juez civil, finalmente la instrucción del sumario corrió a cargo del teniente coronel Cipriano Alba Rodríguez. La primera confesión importante fue la de Manuel Silva, El Lebrijano, quien el día 15 se inculpó en el asesinato de Castro, acusando también a Busiqui y a Caro, aunque luego afirmó que había confesado «por los golpes recibidos de la Guardia Civil».
Aún más importante fue la confesión de Félix Grávalo, el Madrileño, un albañil de treinta años, quien el día 16 dijo que el principal organizador había sido José Fernández Lamela, barbero de 24 años, corresponsal del periódico La Anarquía y de otras publicaciones análogas, y que recibía semanalmente ejemplares del periódico anarquista El Productor para venderlos, en cuya barbería se acordó «hacer la revolución» «todos a una y sin ser presididos por nadie». El 3 de enero Lamela, acompañado de José Sánchez Rosa, alias Fermín, y Manuel Díaz Caballero, alias Chiripas, fueron a la prisión de Cádiz, donde se encontraba encarcelado el líder anarquista Fermín Salvochea, para informarle de la rebelión, aunque éste les dijo que no contaran con que la ciudad de Cádiz se sumara pues le parecía «que era una barbaridad lo que proyectaban». El plan, según confesó el Madrileño, era apoderarse del cuartel de caballería, en el que se harían con armas, y a continuación ir a la cárcel a soltar a los presos y luego ocupar la Audiencia y el Ayuntamiento. La fecha fijada había sido el día 8 porque ese día estaba previsto que estuviera de guardia en el cuartel de caballería un cabo que había ofrecido su colaboración y la de cincuenta soldados más, aunque en el último momento se supo que el turno de guardias había sido cambiado, a pesar de lo cual se mantuvo la convocatoria pues ya habían salido emisarios a los pueblos que estaba previsto que se unieran a la sublevación. Gran parte de lo que había declarado El Madrileño fue corroborado por otro de los conspiradores, el panadero de 31 años Ángel Torres, quien acusó a aquel de ser también uno de los principales cabecillas, junto con Lamela, Antonio Zarzuela —un zapatero de 34 años—, Bernardo Contreras y otros.
Lamela, Zarzuela y el resto de supuestos dirigentes de la rebelión negaron los hechos y denunciaron que habían sido torturados por la Guardia Civil para que confesaran —Lamela dijo que le habían obligado a ponerse en cuclillas para pasarle un palo entre las corvas de las piernas y los brazos y a continuación tenerlo colgado durante un cuarto de hora—.
La justicia militar decidió dividir la causa en dos. En la llamada «causa grande» fueron juzgadas 168 personas, entre las que se encontraban Fermín Salvochea, que fue condenado el 30 de noviembre de 1892 a doce años de prisión como inductor a la rebelión –aunque fue indultado en 1899—, y Manuel Díaz Caballero Chiripas y José Sánchez Rosa Fermín, condenados a cadena perpetua como autores de la rebelión. Otras siete personas fueron condenadas a penas menores y veintinueve fueron absueltas. Los condenados fueron indultados el 7 de febrero de 1901 con motivo de la boda de la princesa de Asturias María de las Mercedes de Borbón.

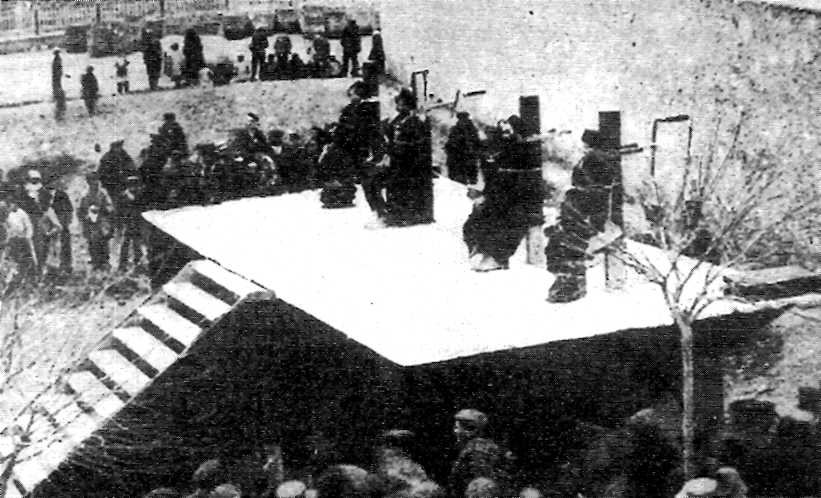
Fotografía del cadalso de los cuatro ajusticiados por garrote vil.

Para acelerar el proceso se estableció una segunda causa separada en la que fueron acusadas ocho personas, cuyo consejo de guerra se celebró inmediatamente, el 4 de febrero, sólo tres semanas y media después de los sucesos. Fueron condenados a muerte como jefes de la rebelión Jesús Fernández Lamela y Antonio Zarzuela, y como autores del asesinato de Manuel Castro, Manuel Fernández Reina Busiqui, y Manuel Silva El Lebrijano, siendo condenado a cadena perpetua su cómplice Antonio Caro. El tribunal también condenó a cadena perpetua a Félix Grávalo el Madrileño, a pesar de que su declaración fue clave para esclarecer los hechos, a Antonio González Macías, herido en la refriega frente a la cárcel, y a José Romero, un maestro de escuela que también había resultado herido. El gobierno presidido por el conservador Antonio Cánovas del Castillo desestimó las peticiones de conmutación de la pena que le llegaron, incluida la de la reina-regente María Cristina de Habsburgo-Lorena, y los cuatro sentenciados a muerte fueron ejecutados a garrote vil el 10 de febrero. Zarzuela antes de morir gritó: «Ya veréis, ya veréis como todos los años tendréis que celebrar el aniversario de los mártires de Jerez».

## Repercusiones
La reacción más importante y más inmediata se produjo en Barcelona, donde la víspera de la ejecución se produjo el atentado de la Plaza Real que causó la muerte de una persona e hirió de gravedad a varias más. El día anterior se habían producido detenciones cuando un grupo de unos doscientos obreros habían penetrado en una fábrica de zapatos de la villa de Gràcia para obligar a sus trabajadores a que se pusieran en huelga. Una octavilla que llevaba uno de los obreros detenidos decía:

Un nuevo y horroroso y cínico asesinato van a cometer los ladrones de nuestro trabajo, llevando al cadalso a cuatro obreros anarquistas de Jerez. ¡Ojo por ojo y diente por diente! ¡Venganza, contra la burguesía! Los que van a subir al patíbulo son los hermanos nuestros que cansados de sufrir la infame explotación capitalista se sublevaron. No son asesinos; si mataron a un burgués hicieron un acto de justicia. Pero la burguesía quiere beber nuestra sangre, no se contenta con chupar nuestro sudor… Pues bien: nosotros debemos responder también con el terror, con el fuego y con la muerte. Debemos matar a los burgueses como si fueran perros rabiosos; ellos lo quieren; son hienas. En el corazón el odio, y en la mano un arma. […] ¡Viva el Terror!
Los anarquistas

Para los anarquistas de fuera de España los ejecutados en Jerez también se convirtieron en héroes y mártires. En París se celebró un mitin de protesta el 13 de febrero al que asistieron unas mil doscientas personas. En la provincia de Buenos Aires se formó un grupo anarquista que tomó el nombre de Mártires de Jerez que un año después lanzó un manifiesto en el que se decía:

¡Gloria a los mártires de la revolución social! ¡Viva la anarquía, viva el comunismo!

El novelista y político republicano valenciano Vicente Blasco Ibáñez recreó los sucesos de Jerez en su novela La Bodega publicada en 1905.

## Interpretación

### En la época
En la prensa de la época se debatió sobre las causas y las intenciones de los rebeldes anarquistas jerezanos. Un editorial del diario liberal madrileño El Imparcial explicó lo sucedido aludiendo a la «desigual distribución de la propiedad territorial» y «lo exiguo de los jornales» y al «carácter vivo e impresionable de aquellos naturales, que les hace ver como factible lo que se ofrece a su fantasía». El Liberal destacó que había sido «la protesta de la desesperación», mientras que el republicano El País advirtió que este tipo de sucesos se repetirían si no se eliminaba la causa que los había provocado: «La desigualdad social llevada al máximum y como consecuencia, la ignorancia, la miseria y el odio hacia la sociedad». El Socialista criticó la rebelión afirmando que parecía que había sido «ideada por el enemigo más encarnizado de la clase obrera» y que era un «ejemplo vivo de la aberración perniciosa y suicida» de las doctrinas y procedimientos anarquistas, porque la revolución no puede ser una «obra espontánea» sino el resultado de una poderosa organización y de un concierto internacional de los trabajadores. En una respuesta a las críticas que había suscitado su valoración de los sucesos de Jerez entre la prensa anarquista El Socialista publicó:

Lo que no cabe más que en cabezas extraviadas por la propaganda anarquista es eso de sorprender una ciudad populosa y rica, dominarla por dos o tres horas, mostrar un absoluto respeto a la propiedad abominada, pasar por delante de casinos repletos de odiosos burgueses, aguardar cándidamente el auxilio de la guarnición, y abandonar después el campo, convencidos de que había fracasado por el momento la suspirada revolución social… de una ciudad o de una comarca.

Le respondió el periódico anarquista El Productor de Barcelona:

¿Todas las revoluciones se han realizado de un solo golpe y porrazo, con éxito completo? ¿Cuántos intentos necesitó la revolución de septiembre? ¿Cuántos la República de Francia? ¿Cuántas tentativas abortadas, sacrificios personales de todo género, motines, algaradas, han precedido a todas las grandes revoluciones?

Una parte de la prensa anarquista, como El Corsario de La Coruña, proclamó que las ideas revolucionarias se vigorizaban «con la sangre de sus mártires» y llegó a «explicar» los dos asesinatos. «Mataron como se mata en todos los movimientos revolucionarios», y mataron «al primero de los adversarios que se puso por delante», «porque llevaba guantes». «Sólo por eso, se designaba él mismo como tu enemigo. Le reconociste como tal por ese detalle. Le has matado y has hecho bien», afirmaba el semanario parisino L'Endehors dirigiéndose al hermano de Jerez.
En cambio el semanario anarquista catalán La Tramontana fundado en 1881 por Josep Llunas i Pujals interpretó de forma muy crítica los hechos, coincidiendo en parte con la valoración de los socialistas:

No es que la clase trabajadora haya visto con gusto la bullanga jerezana ni siquiera haya sentido por ella simpatía, era aquel un acto sobradamente descabellado, más que temerario, propio de un loco, y tiene la clase obrera, sobre todo en Cataluña, suficiente buen sentido para que no le sea fácil enamorarse de locuras ni sentir grandes simpatías por unas causas tan descabelladas que favorecen, más que otra cosa, a aquellos que pretenden atacar [...] no podía verse con gusto lo que representaba, más que una crisis nerviosa de una enfermedad. [...] Los asaltantes de Jerez no eran anarquistas en la buena acepción de la palabra, de la misma manera que no podemos creernos que sea anarquista el que prendió el petardo de la Plaza Real. Los de Jerez podían ser anarquistas de sentimientos, como lo prueba que soñaban con el utópico repartimiento de bienes, eterna locura de todos los que conocen algo de las cuestiones sociológicas.

### Historiografía actual
El historiador Juan Avilés Farré ha valorado de la siguiente forma los sucesos de Jerez:

Aunque el escaso armamento y la mínima coordinación de los rebeldes le dieron la apariencia de un simple motín, parece claro que su objetivo no fue meramente el de liberar a unos presos, sino que pretendieron entrar en los cuarteles para apoderarse de armas y lograr que los soldados se sumaran, pues creían contar con la complicidad de algunos de ellos. Se trataba por tanto de una rebelión, que se había preparado desde tiempo atrás. No se puede creer que unos cientos de campesinos se reunieran al atardecer en un lugar cercano a Jerez e improvisaran entonces la marcha sobre la ciudad. […]
 Si definimos como milenarista la fe en el inminente triunfo de una revolución salvadora que apenas necesitaría preparación previa, la marcha sobre Jerez puede ser entendida como un episodio milenarista. Pero en el contexto de la España decimonónica, en la que las insurrecciones locales de carácter liberal, carlista o republicano se venían sucediendo durante décadas, la esperanza en que una acción local pudiera prender la mecha de la revolución resultaba menos descabellada de lo que nos parece hoy.